# هيلين هورتون
هيلين هورتون (بالإنجليزية: Helen Horton)‏ هي ممثلة أمريكية، ولدت في 21 نوفمبر 1923 في شيكاغو في الولايات المتحدة، وتوفيت في 2009 في إنجلترا في المملكة المتحدة.

## أعمال

### أفلام
- (1979) فضائي[5][6][7]

## وصلات خارجية
- هيلين هورتون على موقع IMDb (الإنجليزية)
- هيلين هورتون على موقع ألو سيني (الفرنسية)
- هيلين هورتون على موقع ميوزك برينز (الإنجليزية)
- هيلين هورتون على موقع أول موفي (الإنجليزية)
- هيلين هورتون على موقع قاعدة بيانات الأفلام السويدية (السويدية)
- هيلين هورتون على موقع قاعدة بيانات الفيلم (الإنجليزية)
- هيلين هورتون على موقع كينوبويسك (الروسية)